# Henrik Gustavsen
Henrik Gustavsen (Tønsberg, 8 aprile 1992) è un calciatore norvegese, centrocampista del Notodden.

## Carriera

### Club

#### Sandefjord
Gustavsen iniziò la carriera professionistica con la maglia del Sandefjord. Debuttò nell'Eliteserien il 21 marzo 2010, sostituendo Panajotis Dimitriadis nella vittoria casalinga per 3-1 contro il Molde. Raccolse altre 14 presenze in campionato, in quell'annata. Al termine della stagione, però, la squadra retrocesse in 1. divisjon.
Il 31 luglio 2011 realizzò la prima rete ufficiale della sua carriera: andò in gol nella vittoria per 6-0 sul Mjøndalen, fissando il punteggio sul risultato finale.

#### Notodden
A febbraio 2014, Gustavsen si trasferì ufficialmente al Notodden.

## Statistiche

### Presenze e reti nei club
Statistiche aggiornate al 20 novembre 2017.
| Stagione          | Club              | Campionato        | Campionato | Campionato | Coppe nazionali | Coppe nazionali | Coppe nazionali | Coppe continentali | Coppe continentali | Coppe continentali | Supercoppe | Supercoppe | Supercoppe | Totale | Totale |
| Stagione          | Club              | Comp              | Pres       | Reti       | Comp            | Pres            | Reti            | Comp               | Pres               | Reti               | Comp       | Pres       | Reti       | Pres   | Reti   |
| ----------------- | ----------------- | ----------------- | ---------- | ---------- | --------------- | --------------- | --------------- | ------------------ | ------------------ | ------------------ | ---------- | ---------- | ---------- | ------ | ------ |
| 2009              | Sandefjord        | ES                | 0          | 0          | CN              | 0               | 0               | -                  | -                  | -                  | -          | -          | -          | 0      | 0      |
| 2010              | Sandefjord        | ES                | 15         | 0          | CN              | 2               | 0               | -                  | -                  | -                  | -          | -          | -          | 17     | 0      |
| 2011              | Sandefjord        | 1D                | 20         | 2          | CN              | 2               | 0               | -                  | -                  | -                  | -          | -          | -          | 22     | 2      |
| 2012              | Sandefjord        | 1D                | 18         | 0          | CN              | 4               | 0               | -                  | -                  | -                  | -          | -          | -          | 22     | 0      |
| 2013              | Sandefjord        | 1D                | 8          | 0          | CN              | 2               | 0               | -                  | -                  | -                  | -          | -          | -          | 10     | 0      |
| Totale Sandefjord | Totale Sandefjord | Totale Sandefjord | 61         | 2          |                 | 10              | 0               |                    | -                  | -                  |            | -          | -          | 71     | 2      |
| 2014              | Notodden          | 2D                | 25         | 2          | CN              | 3               | 1               | -                  | -                  | -                  | -          | -          | -          | 28     | 3      |
| 2015              | Notodden          | 2D                | 17         | 1          | CN              | 0               | 0               | -                  | -                  | -                  | -          | -          | -          | 17     | 1      |
| 2016              | Notodden          | 2D                | 24         | 3          | CN              | 2               | 0               | -                  | -                  | -                  | -          | -          | -          | 26     | 3      |
| 2017              | Notodden          | 2D                | 25+4       | 1+0        | CN              | 1               | 0               | -                  | -                  | -                  | -          | -          | -          | 30     | 1      |
| Totale Notodden   | Totale Notodden   | Totale Notodden   | 91+4       | 7+0        |                 | 6               | 1               |                    | -                  | -                  |            | -          | -          | 103    | 8      |
| Totale            | Totale            | Totale            | 152+4      | 9+0        |                 | 16              | 1               |                    | -                  | -                  |            | -          | -          | 172    | 10     |